# Svay Riĕng
Svay Riĕng (khm. ស្វាយរៀង) – miasto w Kambodży; stolica prowincji Svay Riĕng; według danych szacunkowych na rok 2009 liczy 25 002 mieszkańców. W mieście znajduje się port lotniczy Svay Rieng